# Cornelis van Aerssen van Sommelsdijck
Cornelis van Aerssen van Sommelsdijck, pan Sommelsdijk, Epen, Zaltbommel i Spijk (ur. 20 sierpnia 1637, zm. 19 lipca 1688 w Paramaribo) – holenderski szlachcic, wojskowy, gubernator Surinamu (1683–1688).

## Życiorys
Cornelis van Aerssen van Sommelsdijck urodził się 20 sierpnia 1637 roku jako syn Cornelisa van Aerssena van Sommelsdijcka (1600–1662) i jego żony Lucii van Waltha (ok. 1610–1674). W 1664 roku ożenił się z Marguerite du Puy de St. André Montbrun (ok. 1640–1694), z którą miał dwóch synów François (1669–1740) i Alexandra oraz dwie córki . 
Podczas II wojny angielsko-holenderskiej brał udział w bitwie morskiej pod North Foreland w dniach 4–5 sierpnia 1666 roku. Był podejrzewany o zmowę z Cornelisem Trompem (1629–1691) przeciwko dowodzącemu admirałowi Michielowi de Ruyterowi (1607–1676). W 1680 roku van Aerssen van Sommelsdijck został pułkownikiem, lecz nie miał większych zasług na polu wojskowym.

### Gubernator Surinamu
W 1683 roku dołączył, obok miasta Amsterdam, do spółki Holenderskiej Kompanii Zachodnioindyjskiej (hol. West-Indische Compagnie, WIC) – Towarzystwa Surinamu – która zarządzała holenderską kolonią Surinamu. W tym samym roku został gubernatorem Surinamu i zaczął zakładać liczne plantacje trzciny cukrowej. Na plantacjach pracowali niewolnicy, których dostarczała WIC. WIC miała monopol na sprowadzanie niewolników do Surinamu, a miasto Amsterdam i van Aerssen van Sommelsdijck współfinansowali wyposażenie ich statków.
W 1684 roku van Aerssen van Sommelsdijck podpisał traktat pokojowy z tubylczymi Indianami. Aby utrzymać pokój, wziął Indiankę za konkubinę, a indiańskie dzieci wysyłał do Holandii, by poznały kraj. Około 1685 roku podpisał traktat pokojowy z Maronami – zbuntowanymi zbiegłymi czarnymi niewolnikami, którym przewodził Jermes. Zawarcie traktatów zapewniło pokój i dało podstawy do rozbudowy kolonii.   
Cornelis van Aerssen van Sommelsdijck zreformował administrację kolonii, przede wszystkim usprawnił siły porządkowe. W 1684 roku założył Radę Policji i Sprawiedliwości, która zajmowała się m.in. karaniem przestępców . Wprowadził również zakaz okaleczania niewolników i karania ich śmiercią .  
Wprowadził 2,5% podatek od eksportu cukru, który zapewnił stały dochód dla budżetu kolonii. Usprawnił system irygacyjny, budując kanał nazwany później Van Sommelsdijckkreek. 
Sam będąc kalwinistą, prowadził tolerancyjną politykę wobec przedstawicieli innych religii, zezwalając na osiedlanie się w kolonii labadystom, hugenotom, żydom i katolikom.
Liczba plantacji za rządów van Aerssena van Sommelsdijcka wzrosła z 50 do 200. 
Został zabity 19 lipca 1688 roku w Paramaribo podczas zamieszek wywołanych przez żołnierzy.